# Silas Katompa Mvumpa
Silas Katompa Mvumpa, noto precedentemente come Silas Wamangituka (Kinshasa, 6 ottobre 1998), è un calciatore della Repubblica Democratica del Congo, attaccante della Stella Rossa in prestito dallo Stoccarda.

## Caratteristiche tecniche
Nasce come attaccante che gioca da punta centrale. Con l'arrivo in Germania dalla stagione 2019/2020, alterna partite da ala offensiva a punta centrale. Dalla stagione successiva, viene impiegato come esterno di centrocampo, segnando più reti dei precedenti anni.

## Carriera

### Club

#### Inizi in Francia
Debutta in Ligue 2 2018-2019 con la maglia del Paris FC il 31 agosto 2018, nel match vinto 2-0 contro il Troyes. Realizza la prima rete a livello professionistico il 9 novembre nel match esterno perso per 2-1 contro il Lorient, firmando il momentaneo vantaggio per i Parigini. Katompa va a segno anche la giornata seguente, il 23 novembre, realizzando il gol decisivo dell'1-0 su calcio di rigore concesso all’81º minuto contro il Le Havre; successivamente realizza 2 reti nei seguenti 3 turni, contro Clermont Foot e Grenoble, facendo crescere la notorietà del giocatore, cercato da vari club europei, tra cui la Fiorentina. Il 6 febbraio 2019 realizza la rete del definitivo 1-0 all’83º contro il Troyes, per poi andare a segno anche contro Lens e Châteauroux. Al termine della stagione, culminata con la sconfitta nei playoff per un posto in Ligue 1, Katompa totalizza 11 reti in 32 presenze di campionato.
Comincia la stagione seguente giocando due partite di Ligue 2 2019-2020 senza, però, trovare la via del gol.

#### Stoccarda
Il 13 agosto 2019 viene ceduto a titolo definitivo ai tedeschi dello Stoccarda, club militante nella 2.Bundesliga, firmando fino al 2024. Debutta in Germania il 23 agosto seguente entrando nel secondo tempo del match terminato senza reti sul campo dell'Erzgebirge Aue, mentre realizza la prima rete il 26 ottobre 2019, segnando un gol inutile nella sconfitta per 6-2 subita dall'allora capolista Amburgo. Nella giornata seguente subentra all'84º minuto contro la Dinamo Dresda e realizza la terza rete per la sua squadra dopo pochissimi secondi dal suo ingresso, fissando il punteggio sul 3-1. Il 5 febbraio 2020 realizza la prima anche in Coppa di Germania, segnando l'unico gol dello Stoccarda nella sconfitta esterna di 2-1 sul campo del Bayer Leverkusen.

#### Prestito alla Stella Rossa
Il 3 settembre 2024 viene ceduto in prestito alla Stella Rossa.

### Nazionale
Il 24 marzo 2023 esordisce con la nazionale nel successo per 3-1 contro la Mauritania. Il 21 gennaio 2024 durante la Coppa d'Africa 2023 segna il suo primo gol in nazionale che vale il pareggio per la sua squadra contro il Marocco.

## Controversie
L’8 giugno 2021, lo Stoccarda rivela in una nota del club che il vero cognome di Silas è di fatto Katompa Mvumpa, non Wamangituka, nome con il quale era riconosciuto. Inoltre è stato rivelato il vero anno di nascita del giocatore nato nel 1998 e non nel 1999. Silas ha spiegato che grazie al club e al suo nuovo agente ha trovato la forza di rivelare questi dettagli. Lo Stoccarda non si aspetta alcuna sanzione per il club e per il giocatore. In futuro ha dichiarato di voler essere chiamato Silas.

## Statistiche

### Presenze e reti nei club
Statistiche aggiornate al 4 marzo 2023.
| Stagione         | Squadra          | Campionato       | Campionato | Campionato | Coppe nazionali | Coppe nazionali | Coppe nazionali | Coppe continentali | Coppe continentali | Coppe continentali | Altre coppe | Altre coppe | Altre coppe | Totale | Totale |
| Stagione         | Squadra          | Comp             | Pres       | Reti       | Comp            | Pres            | Reti            | Comp               | Pres               | Reti               | Comp        | Pres        | Reti        | Pres   | Reti   |
| ---------------- | ---------------- | ---------------- | ---------- | ---------- | --------------- | --------------- | --------------- | ------------------ | ------------------ | ------------------ | ----------- | ----------- | ----------- | ------ | ------ |
| 2018-2019        | Paris FC         | L2               | 32+1       | 11+0       | CF+CdL          | -               | -               | -                  | -                  | -                  | -           | -           | -           | 33     | 11     |
| 2019-ago. 2019   | Paris FC         | L2               | 2          | 0          | CF+CdL          | -               | -               | -                  | -                  | -                  | -           | -           | -           | 2      | 0      |
| Totale Paris FC  | Totale Paris FC  | Totale Paris FC  | 35         | 11         |                 | -               | -               |                    | -                  | -                  |             | -           | -           | 35     | 11     |
| ago. 2019-2020   | Stoccarda        | 2.BL             | 29         | 7          | CG              | 2               | 1               | -                  | -                  | -                  | -           | -           | -           | 31     | 8      |
| 2020-2021        | Stoccarda        | BL               | 25         | 11         | CG              | 2               | 2               | -                  | -                  | -                  | -           | -           | -           | 27     | 13     |
| 2021-2022        | Stoccarda        | BL               | 9          | 0          | CG              | -               | -               | -                  | -                  | -                  | -           | -           | -           | 9      | 0      |
| 2022-2023        | Stoccarda        | BL               | 31         | 6          | CG              | 3               | 1               | -                  | -                  | -                  | -           | -           | -           | 34     | 7      |
| 2023-2024        | Stoccarda        | BL               | 27         | 5          | CG              | 3               | 2               | -                  | -                  | -                  | -           | -           | -           | 30     | 7      |
| Totale Stoccarda | Totale Stoccarda | Totale Stoccarda | 121        | 29         |                 | 10              | 6               |                    | -                  | -                  |             | -           | -           | 131    | 35     |
| 2024-2025        | Stella Rossa     | SL               | 8          | 4          | KS              | 0               | 0               | UCL                | 7                  | 2                  | -           | -           | -           | 15     | 6      |
| Totale carriera  | Totale carriera  | Totale carriera  | 164        | 44         |                 | 10              | 6               |                    | 7                  | 2                  |             | -           | -           | 181    | 52     |

### Cronologia presenze e reti in nazionale
| Cronologia completa delle presenze e delle reti in nazionale ― RD del Congo | Cronologia completa delle presenze e delle reti in nazionale ― RD del Congo | Cronologia completa delle presenze e delle reti in nazionale ― RD del Congo | Cronologia completa delle presenze e delle reti in nazionale ― RD del Congo | Cronologia completa delle presenze e delle reti in nazionale ― RD del Congo | Cronologia completa delle presenze e delle reti in nazionale ― RD del Congo | Cronologia completa delle presenze e delle reti in nazionale ― RD del Congo | Cronologia completa delle presenze e delle reti in nazionale ― RD del Congo |
| Data                                                                        | Città                                                                       | In casa                                                                     | Risultato                                                                   | Ospiti                                                                      | Competizione                                                                | Reti                                                                        | Note                                                                        |
| --------------------------------------------------------------------------- | --------------------------------------------------------------------------- | --------------------------------------------------------------------------- | --------------------------------------------------------------------------- | --------------------------------------------------------------------------- | --------------------------------------------------------------------------- | --------------------------------------------------------------------------- | --------------------------------------------------------------------------- |
| 24-3-2023                                                                   | Lubumbashi                                                                  | RD del Congo                                                                | 3 – 1                                                                       | Mauritania                                                                  | Qual. Coppa d'Africa 2023                                                   | -                                                                           | 62’                                                                         |
| 9-9-2023                                                                    | Kinshasa                                                                    | RD del Congo                                                                | 2 – 0                                                                       | Sudan                                                                       | Qual. Coppa d'Africa 2023                                                   | -                                                                           | 89’                                                                         |
| 12-9-2023                                                                   | Soweto                                                                      | Sudafrica                                                                   | 1 – 0                                                                       | RD del Congo                                                                | Amichevole                                                                  | -                                                                           | 83’                                                                         |
| 13-10-2023                                                                  | Murcia                                                                      | Nuova Zelanda                                                               | 1 – 1                                                                       | RD del Congo                                                                | Amichevole                                                                  | -                                                                           | 63’                                                                         |
| 15-11-2023                                                                  | Kinshasa                                                                    | RD del Congo                                                                | 2 – 0                                                                       | Mauritania                                                                  | Qual. Mondiali 2026                                                         | -                                                                           | 76’                                                                         |
| 19-11-2023                                                                  | Bengasi                                                                     | Sudan                                                                       | 1 – 0                                                                       | RD del Congo                                                                | Qual. Mondiali 2026                                                         | -                                                                           | 82’                                                                         |
| 6-1-2024                                                                    | Dubai                                                                       | RD del Congo                                                                | 0 – 0                                                                       | Angola                                                                      | Amichevole                                                                  | -                                                                           | 60’                                                                         |
| 10-1-2024                                                                   | Dubai                                                                       | RD del Congo                                                                | 1 – 2                                                                       | Burkina Faso                                                                | Amichevole                                                                  | -                                                                           | 86’                                                                         |
| 17-1-2024                                                                   | San-Pédro                                                                   | RD del Congo                                                                | 1 – 1                                                                       | Zambia                                                                      | Coppa d'Africa 2023 - 1º turno                                              | -                                                                           | 90+3’                                                                       |
| 21-1-2024                                                                   | San-Pédro                                                                   | Marocco                                                                     | 1 – 1                                                                       | RD del Congo                                                                | Coppa d'Africa 2023 - 1º turno                                              | 1                                                                           | 64’                                                                         |
| 24-1-2024                                                                   | Korhogo                                                                     | Tanzania                                                                    | 0 – 0                                                                       | RD del Congo                                                                | Coppa d'Africa 2023 - 1º turno                                              | -                                                                           | 53’                                                                         |
| 28-1-2024                                                                   | San-Pedro                                                                   | Egitto                                                                      | 1 – 1 dts (7 – 8 dtr)                                                       | RD del Congo                                                                | Coppa d'Africa 2023 - Ottavi di finale                                      | -                                                                           | 88’                                                                         |
| 2-2-2024                                                                    | Abidjan                                                                     | RD del Congo                                                                | 3 – 1                                                                       | Guinea                                                                      | Coppa d'Africa 2023 - Quarti di finale                                      | -                                                                           | 59’                                                                         |
| 7-2-2024                                                                    | Abidjan                                                                     | Costa d'Avorio                                                              | 1 – 0                                                                       | RD del Congo                                                                | Coppa d'Africa 2023 - Semifinale                                            | -                                                                           | 78’                                                                         |
| 10-2-2024                                                                   | Abidjan                                                                     | Sudafrica                                                                   | 0 – 0 (6 – 5 dtr)                                                           | RD del Congo                                                                | Coppa d'Africa 2023 - Finale 3º posto                                       | -                                                                           | 79’                                                                         |
| 10-10-2024                                                                  | Kinshasa                                                                    | RD del Congo                                                                | 1 – 0                                                                       | Tanzania                                                                    | Qual. Coppa d'Africa 2025                                                   | -                                                                           | 63’                                                                         |
| 15-10-2024                                                                  | Dar-es-Salaam                                                               | Tanzania                                                                    | 0 – 2                                                                       | RD del Congo                                                                | Qual. Coppa d'Africa 2025                                                   | -                                                                           | 60’                                                                         |
| 19-11-2024                                                                  | Kinshasa                                                                    | RD del Congo                                                                | 1 – 2                                                                       | Etiopia                                                                     | Qual. Coppa d'Africa 2025                                                   | -                                                                           | 83’                                                                         |
| 21-3-2025                                                                   | Kinshasa                                                                    | RD del Congo                                                                | 1 – 0                                                                       | Sudan del Sud                                                               | Qual. Mondiali 2026                                                         | -                                                                           | 57’                                                                         |
| Totale                                                                      |                                                                             | Presenze                                                                    | 19                                                                          |                                                                             | Reti                                                                        | 1                                                                           |                                                                             |

## Palmarès

### Club

#### Competizioni nazionali
- Campionato serbo: 1

Stella Rossa: 2024-2025
- Coppa di Serbia: 1

Stella Rossa: 2024-2025